# يشعور عرعري
اليَشْعُوْرُ العَرْعَرِيّ أو أُشْنَةُ العَرْعَر أو كُزْبَرَةُ العَرْعَر (الاسم العلمي: Polytrichum juniperinum) هو نوع من النباتات يتبع جنس اليشعور من الفصيلة اليشعورية.